# 20540 Маргальперн
20540 Маргальперн (20540 Marhalpern) — астероїд головного поясу, відкритий 7 вересня 1999 року.
Тіссеранів параметр щодо Юпітера — 3,337.